# Michel Garicoïts
Pour les articles homonymes, voir Saint Michel.
 (juin 2024).
Michel Garicoïts, né le 15 avril 1797 à Ibarre et mort le 14 mai 1863 à Bétharram, est un prêtre catholique français. Il est le fondateur des Prêtres du Sacré-Cœur de Jésus de Bétharram.
C'est un saint de l'Église catholique fêté le 14 mai.

## Biographie

### Enfance et vocation
Michel Garicoïts est né le 15 avril 1797 à Ibarre, village de 150 habitants du Pays basque de Basse-Navarre, dans une famille pauvre et profondément chrétienne, dont l'humble maison est décrite par le père Etchécopar ainsi :

« Sa maison natale est une toute petite maison de paysan, avec quatre pièces pour la cuisine et les chambres, l'aire au milieu, au-dessus, le grenier. Cette pauvre habitation est la dernière du village, contre la montagne et comme au fond d'un entonnoir. On montre à la cuisine la petite table où, vers 5 ou 6 ans, il simulait l'autel et les cérémonies de la messe, avec des bouts de cire et sur lequel il promenait l'encensoir formé d'un débris de pot de terre. »

Ses parents, Arnaud Garicoïts et Gratianne Etcheverry, mariés pendant la Révolution, aidaient les prêtres réfractaires à passer la frontière espagnole. Ils avaient six enfants. Michel était l'aîné. Il avait un très fort tempérament, que sa mère avait de grandes difficultés à juguler. « Sans ma mère, je serais devenu un scélérat », disait-il.
Très tôt, le petit Michel prit conscience de sa vocation religieuse. Ne pouvant pas aller à l'école bien longtemps, il fut placé par son père comme berger, et avait l'habitude d'emporter avec lui un catéchisme et une grammaire qu'il lisait en gardant ses moutons. Toutefois, par manque d'instruction générale, il ne peut faire sa première communion qu'en 1811 à l'âge de 14 ans.
Michel souhaitait vivement devenir prêtre, mais ses parents, trop pauvres, ne pouvaient lui payer les études nécessaires. Néanmoins, sa grand-mère le fit engager comme domestique chez un prêtre voisin auprès duquel, moyennant quelques services, il pouvait continuer à étudier. De plus, il s'engagea comme répétiteur au petit séminaire pour financer la suite de ses études.
Il reçoit les quatre ordres mineurs, le 1er juin 1822. Puis, il est ordonné sous-diacre le 21 décembre 1822, diacre le 15 mars 1823, prêtre le 20 décembre 1823 à la cathédrale de Bayonne par Paul-Thérèse-David d'Astros.

### Sacerdoce

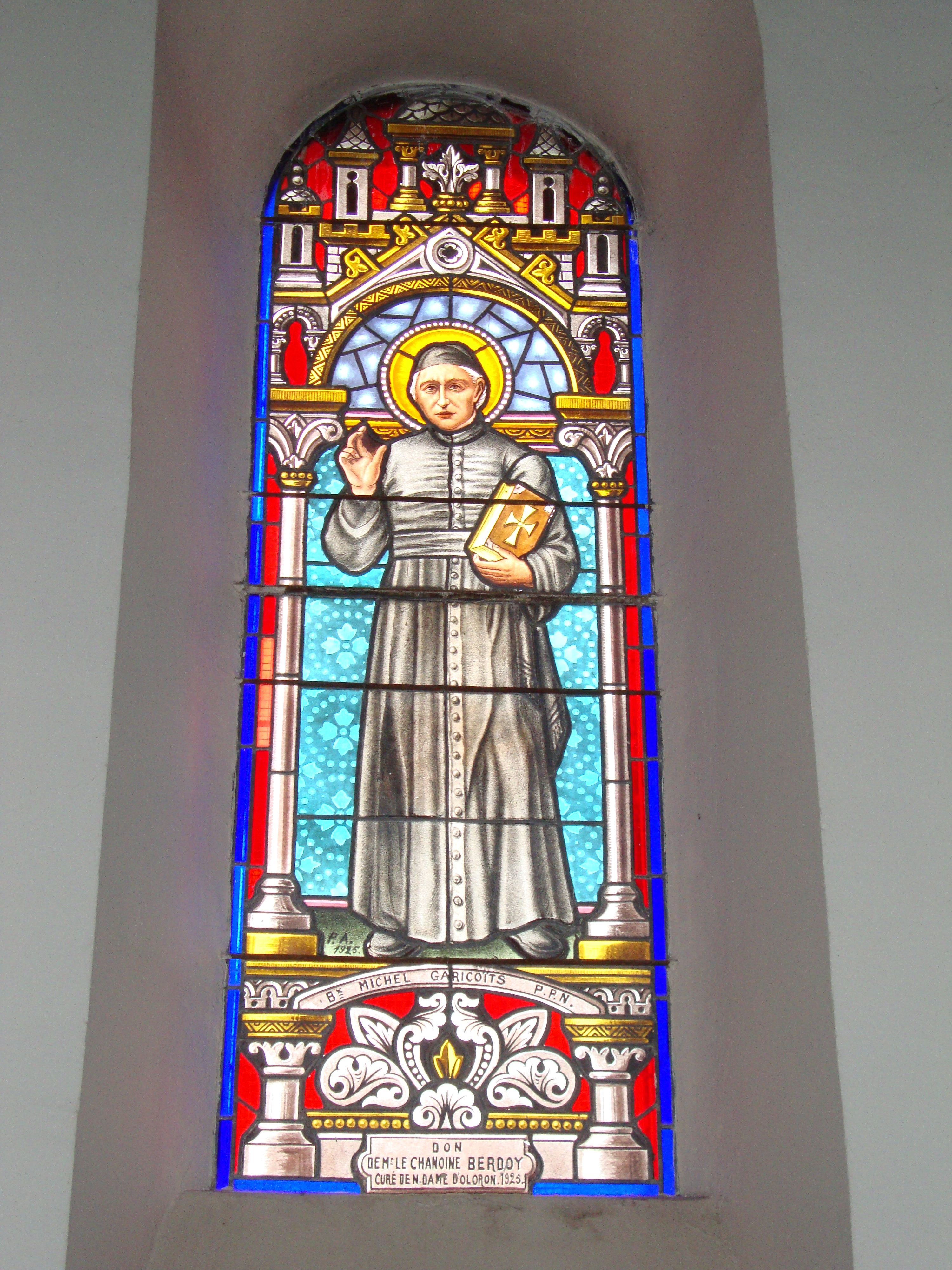
Vitrail de Michel Garicoïts à Aramits.

En janvier 1824, Michel Garicoïts est nommé vicaire à Cambo-les-Bains, une paroisse située à 20 kilomètres de Bayonne, où il seconde le prêtre Hardoy et s'occupe particulièrement du catéchisme et des confessions.
En octobre 1825, l’évêché d’Astros nomme l’abbé Michel Garicoïts professeur de philosophie au séminaire de Bétharram. Là, il arriva dans un établissement en pleine décrépitude matérielle et spirituelle. Il s'évertua alors à le relever, et à aider le supérieur général, avec le soutien des autres séminaristes.
En même temps, il fut nommé directeur spirituel des Filles de la Croix, congrégation récente, située non loin de Bétharram, à Igon. Il y rencontre Jeanne-Élisabeth Bichier des Ages, la fondatrice, dont il dira :
« Je lui dois ma conversion... Je lui suis redevable de tout ce que j'ai fait de bien... Je n'ai été que l'exécuteur de ses conseils ».
En 1831, Michel Garicoïts fut nommé supérieur du séminaire, dont le siège fut transféré rapidement à Bayonne et il resta seul au Sanctuaire de Notre-Dame de Bétharram. Comme, non loin de là, existait un pèlerinage marial, il lui vint à l'idée de fonder une congrégation religieuse qui s'occuperait des pèlerins, mais aussi pratiquerait des retraites selon la spiritualité des Exercices spirituels de Saint Ignace, et des missions de rechristianisation, surtout au niveau des écoles.
« L’éducation intellectuelle, morale et religieuse, est l’œuvre humaine la plus haute qui se puisse faire. »
Il ouvrit donc plusieurs écoles, aidé par d'autres prêtres.

### Fondation
C'est en 1838 qu'il fonda la congrégation des Prêtres auxiliaires du Sacré-Cœur de Jésus, qui devint en 1841 la société des Prêtres du Sacré-Cœur de Jésus.
Il eut à subir d'énormes difficultés, à vaincre de nombreuses réticences et à convaincre tous ceux qui se mettaient en travers de ses projets. Il disait lui-même « Que l’enfantement d’une congrégation est chose laborieuse ! ». Toutefois, sa patience, et sa bonté finirent par venir à bout de l'adversité, et l'institut des prêtres de Bétharram s'étendit dans le diocèse d'abord, puis ailleurs en France et en Europe ; enfin le Père put fonder des collèges en Argentine et en Uruguay afin de venir en aide aux émigrés basques qui y étaient partis.
Il rencontra plusieurs fois Bernadette Soubirous, avant et après les apparitions de Lourdes en 1858. Bernadette Soubirous venait souvent au sanctuaire de Bétharram pour lui demander conseil.
Le 14 mai 1863, au soir de l'Ascension, il mourut sans avoir vu sa congrégation reconnue de droit pontifical.
En effet, de graves problèmes subsistaient, l'évêque local n'y était pas favorable. Heureusement, la bienheureuse Mariam Baouardy, en religion, sœur Marie de Jésus Crucifié, du Carmel de Pau intervint après une vision en 1875, et grâce à l'aide de Berthe Dartigaux et de plusieurs prêtres, les constitutions de la congrégation purent être approuvées par Rome le 30 juillet.
Marie de Jésus Crucifié est ainsi reconnue comme seconde fondatrice de l'Institut des Prêtres du Sacré-Cœur de Jésus.

## Béatification - canonisation
- Michel Garicoïts est béatifié le 10 mai 1923 par le pape Pie XI
- Il est canonisé le 6 juillet 1947 par le pape Pie XII, en même temps que son inspiratrice Jeanne-Élisabeth Bichier des Âges (°1773 - +1838), fondatrice des Filles de la Croix, Sœurs de Saint-André.
- Sa fête est fixée au 14 mai dans le Martyrologe romain.